# 외스탐마르시

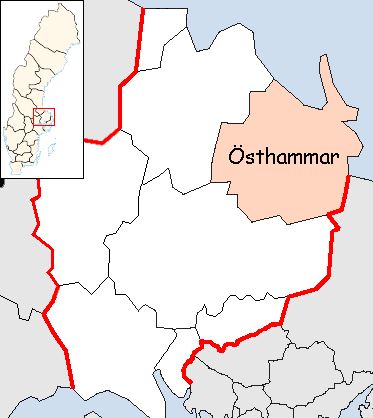
외스탐마르 시의 위치

외스탐마르시(스웨덴어: Östhammars kommun)는 스웨덴 웁살라주에 위치한 지방 자치체로 행정 중심지는 외스탐마르이며 면적은 3,486.4km2, 인구는 21,822명(2016년 12월 31일 기준), 인구 밀도는 6.3명/km2이다.

시 문장